# Sätrasjön, Uppland
Sätrasjön är en våtmark, tidigare sjö ca 500 meter sydväst om Skärfälten, Uppsala kommun, Uppland och ingår i Norrströms huvudavrinningsområde.